# Rio Manso (vattendrag i Brasilien, Mato Grosso)
Rio Manso är ett vattendrag i Brasilien.   Det ligger i delstaten Mato Grosso, i den centrala delen av landet, 900 km väster om huvudstaden Brasília.
Omgivningarna runt Rio Manso är huvudsakligen savann. Runt Rio Manso är det mycket glesbefolkat, med 4 invånare per kvadratkilometer.